# Druga Liga 2021
La Druga Liga 2021 è la 10ª edizione del campionato di football americano di secondo livello, organizzato dalla SAAF.

## Squadre partecipanti
| Club               | Città     | Stadio | Sponsor ufficiale | Risultato nella stagione 2020 |
| ------------------ | --------- | ------ | ----------------- | ----------------------------- |
| Beograd Gladiators | Belgrado  |        |                   |                               |
| Kikinda Mammoths   | Kikinda   |        |                   |                               |
| Klek Knights       | Zrenjanin |        |                   |                               |

## Stagione regolare

### Calendario

#### 1ª giornata
| 23 maggio 2021, ore 16:00 | Kikinda Mammoths | 15 – 28 | Beograd Gladiators |  |

#### 2ª giornata
| 30 maggio 2021, ore 16:00 | Klek Knights | 0 – 42 | Beograd Gladiators |  |

#### 3ª giornata
| 6 giugno 2021, ore 16:00 | Kikinda Mammoths | 47 – 6 | Klek Knights |  |

| 6 giugno 2021, ore 16:00 | Klek Knights | 6 – 47 | Kikinda Mammoths |  |

#### 4ª giornata
| 13 giugno 2021, ore 16:00 | Beograd Gladiators | 33 – 0 | Klek Knights |  |

#### 5ª giornata
| 20 giugno 2021, ore 16:00 | Beograd Gladiators | 9 – 14 | Kikinda Mammoths |  |

### Classifica
La classifica della regular season è la seguente:
- PCT = percentuale di vittorie, G = partite giocate, V = partite vinte,  P = partite perse, PF = punti fatti, PS = punti subiti

| Pos. | Squadra            | PCT  | G | V | N | P | PF  | PS  |
| ---- | ------------------ | ---- | - | - | - | - | --- | --- |
| 1    | Beograd Gladiators | .750 | 4 | 3 | 0 | 1 | 112 | 29  |
| 2    | Kikinda Mammoths   | .750 | 4 | 3 | 0 | 1 | 123 | 49  |
| 3    | Klek Knights       | .000 | 4 | 0 | 0 | 4 | 12  | 169 |

## III Finale
| 27 giugno 2021, ore 17:00 | Beograd Gladiators | 21 – 27 | Kikinda Mammoths |  |

### Playoff
| 11 luglio 2021, ore 17:30 | Požarevac Pastuvi | 29 – 6 | Kikinda Mammoths |  |

## Verdetti
- Kikinda Mammoths Vincitori della Druga Liga, non promossi in Prva Liga 2022